# Rue des Haudriettes (ancienne)
La rue des Haudriettes, également écrit rue des Audriettes, est une ancienne voie de Paris qui était située dans l'ancien 9e arrondissement (actuel 4e arrondissement) et qui a été absorbée vers 1841 lors de l'agrandissement et la reconstruction de l'hôtel de ville de Paris.

## Situation
Située dans l'ancien 9e arrondissement, quartier de l'Hôtel-de-Ville, la rue des Haudriettes commençait aux 82-84, quai de la Grève et finissait aux 151-153, rue de la Mortellerie.
Il n'y avait qu'un seul numéro, noir, le no 1.

## Origine du nom
La rue est ainsi nommée parce que la chapelle et l'hôpital des religieuses Haudriettes y étaient situés.

## Historique
Une décision ministérielle du 13 thermidor an VI (31 juillet 1798) avait fixé à 6 mètres la largeur de cette rue qui a été supprimée en 1837 et dont l'emplacement est confondu dans le jardin de l'Hôtel-de-Ville.